# Mythicomyia platycheira
Mythicomyia platycheira är en tvåvingeart som beskrevs av Axel Leonard Melander 1961. Mythicomyia platycheira ingår i släktet Mythicomyia och familjen svävflugor.
Artens utbredningsområde är Oregon. Inga underarter finns listade i Catalogue of Life.